# 7411-es mellékút (Magyarország)
A 7411-es számú mellékút egy több mint 25 kilométer hosszú, négy számjegyű országos közút Zala vármegye és Vas vármegye határvidékén. Zalaegerszeget kapcsolja össze a tőle nyugatabbra fekvő településekkel, kiemelten Zalalövővel és az Őrség központjának számító Őriszentpéterrel.

## Nyomvonala
A 76-os főútból ágazik ki, annak 66,150-es kilométerszelvényénél, Boncodfölde és Bagod határán, de a Zala északi oldalán, nyugat felé. 400 méter után már Zalaszentgyörgy területére ér, 900 méter után eléri a település legkeletibb házait és a Kossuth Lajos utca nevet veszi fel. Az 1,250-es kilométerszelvényénél beletorkollik a 7409-es út, Teskánd–Kávás felől. A település belterületén délebbi irányt vesz, de amikor 2,7 kilométer után elhagyja a község legnyugatabbi házait is, újra nyugatnak fordul.
3,6 kilométer megtétele után keresztez egy patakot és ugyanott átlép Zalacséb területére. Itt mellészegődik a 25-ös számú Bajánsenye–Zalaegerszeg–Ukk–Boba-vasútvonal, majd 4,8 kilométer után beér település házai közé, ahol Rákóczi Ferenc utca néven halad. Nem sokkal 5,5 kilométer teljesítése után halad el a Zalacséb-Salomvár vasútállomás térsége mellett, az 5,850-es kilométerszelvényénél pedig kiágazik belőle dél felé a 74 141-es út, amely Salomvárra vezet. (Salomvár egyébként nem zsákfalu, mert elérhető nyugati irányból, a 86-os főút keménfai szakasza felől is.) A 6,250-es kilométerszelvényénél kiágazik belőle észak felé a 7412-es út (amely Ozmánbükig vezet és a megyehatáron csatlakozik bele a 76-os főútba), és egyúttal ki és lép Zalacséb lakott területéről.
6,9 kilométer után az út egy kisebb patakot keresztez, 7,4 kilométer után átlép Zalalövő területére, és ott, 8,2 kilométer után elhalad a Rédicstől Rajkáig húzódó 86-os főút zalalövői elkerülő útjának több mint 600 méter hosszú völgyhídja alatt (a főút itt 34,2 kilométer megtétele után jár). A Rajka felé vezető forgalmat a 86 621-es, az ellenkező irány forgalmát a 86 622-es út szolgálja ki, mindkettő a 34,5 kilométere közelében találkozik a 86-ossal. 8. kilométerétől az út Zalalövő Budafa városrészében húzódik, közben 8,550 kilométerszelvényénél kiágazik belőle dél felé a 74 212-es: ez régen Budafa megállóhely kiszolgálása után Keménfára vezetett tovább, de a 86-os elkerülőjének megépítése kettévágta, így a vasút keresztezése után az eredeti út már csak zsákutca, Keménfára egy újabb építésű, kanyargós úton lehet eljutni.
10. kilométere táján az út már Zalapataka városrészben jár, 10,450 keresztez egy patakot és a Körmend–Zalalövő-vasútvonalat. A városközpontban a Kossuth Lajos utca nevet viseli, ott továbbra is nyugat felé húzódik, egészen a város központjáig, amit a 11,750-es kilométerszelvénye táján ér el. Ott egy kis szakaszon északnak fordul és a Szabadság tér nevet veszi fel, délről pedig belecsatlakozik, bő 3,5 kilométer megtétele után a 7429-es út; utóbbi a 86-os főút részét képezte, az elkerülő út 2016 novemberi átadásáig. Alig 50 méter közös szakasz után a 7411-es út ismét nyugati irányt vesz, és ott a Petőfi Sándor utca nevet viseli, az észak felé vezető irányt pedig továbbviszi a 7429-es, egészen addig, amíg nem találkozik újból a 86-os főúttal.
Innét az út Zalamindszent városrészben halad, és 12,3 kilométer után kiágazik belőle egy utca dél felé, Zalalövő vasútállomásra. 13,4 kilométer megtétele után áthalad a Szőcei-patak fölött, 13,7 kilométer után pedig átlép Vas vármegyébe, Felsőjánosfa településre. A község lakott területeinek déli felében húzódik végig, közben a 14,450-es kilométerszelvényénél beletorkollik észak felől, közel 16 kilométer megtétele után a 7447-es út, amely Nádasdról indulva Őrimagyarósdon át húzódik idáig, hogy utolsó szakaszán e település főutcájaként szolgáljon. A község nyugati szélén ágazik ki belőle dél felé a 74 147-es út, amely Csöde községbe vezet és 4 kilométer után ott ér véget.
15,7 kilométer után átlép az út Hegyhátszentjakab területére, de a község központját nem közelíti meg, itt csak külterületen halad. 16,900-as kilométerszelvényétől egy rövid szakaszon Kisrákos területének déli nyúlványát szeli át, de a 17. kilométere után már Pankasz területén jár. 18,2 kilométer után éri el a község házait, ahol a Fő út nevet veszi fel, 18,8 kilométer után kiágazik belőle észak felé a 7449-es út, amely Kisrákoson és Viszákon át Ivánc déli széléig tart. 19. kilométerétől indul dél felé a 74 327-es út – ez Pankasz vasútállomásra vezet –, a 19,400-as kilométerszelvénye körül elhagyja az út Pankasz házait. 19,5 kilométer után pedig, a falu nyugati szélén egy kisebb patakot szel keresztül.
20,3 kilométer után Nagyrákos területén folytatódik, a község házait a 21,350-es kilométerszelvényénél éri el, ott Alsószer lesz a neve, majd egy kicsit délebbnek fordul és a 22. kilométerénél így keresztezi a Zala folyását. A folyó déli partján már Csárdaszer a neve, így keresztez, alig 100 méter után egy régi vasúti nyomvonalat; újabb 100 méter után, a 22,200-as kilométerszelvényénél pedig ismét beletorkollik dél felől egy út: ez a 7417-es út, ami Kerkafalva községben ágazik ki a 7416-os útból, majd Szatta településen halad keresztül és 8 kilométer után itt ér véget.
Innen az út ismét egy kicsit északabbi irányt vesz, és 22,6 kilométer után kilép a település házai közül. 23,2 kilométer megtétele után ér Őriszentpéter területére, ezen a szakaszon északról a Zala és a már említett régi vasúti nyomvonal kíséri. 24,5 kilométer után érkezik a város házai közé, ahol a Városszer nevet viseli. A 7451-es út 13,300-as kilométerszelvényénél lévő körforgalomba torkollva ér véget; egyenes folytatása a 7453-as út, amely Kondorfa és Csörötnek érintésével Rönök községig, illetve a 8-as főútig vezet.
Teljes hossza, az országos közutak térképes nyilvántartását szolgáló kira.gov.hu adatbázisa szerint 25,279 kilométer.

## Települések az út mentén
- (Bagod)
- (Boncodfölde)
- Zalaszentgyörgy
- Zalacséb
- Zalalövő
- Felsőjánosfa
- (Hegyhátszentjakab)
- (Kisrákos)
- Pankasz
- Nagyrákos
- Őriszentpéter

## Hídjai
Vas vármegyei szakaszán egyetlen számottevő hídja van, a 22+022 kilométerszelvényénél a nagyrákosi Zala-híd Kerkáskápolnánál; az egynyílású szerkezetű, monolit több bordás vasbeton lemezhíd nyílásköze 17,00 méter, a teljes pályafelülete 185 négyzetméter; 1961-ben épült.